# Maksim Bieługin
Maksim Eduardowicz Bieługin (ros. Максим Эдуардович Белугин; ur. 5 marca 1985 w Krasnokamieńsku) – rosyjski bobsleista, olimpijczyk.

## Kariera
Pierwszy sukces w karierze Bieługin osiągnął 5 lutego 2012 roku, kiedy wspólnie z Aleksandrem Kasjanowem, Dienisem Moisiejczenkowem i Nikołajem Chrienkowem zajął drugie miejsce w czwórach w zawodach Pucharu Świata w Whistler. W 2014 roku wystartował na igrzyskach olimpijskich w Soczi, zajmując czwarte miejsce w dwójkach i czwórkach. Był też między innymi szósty w rywalizacji drużynowej podczas mistrzostw świata w Königssee w 2011 roku.